# Université de Linz
L'université de Linz, en allemand Johannes Kepler Universität Linz ou JKU, est une université située dans la ville de Linz dans l'état de Haute-Autriche en Autriche. L'université dispose d'un campus et propose de nombreux cours différents. Les quatre principales facultés comprennent, par exemple, des études dans les domaines des sciences sociales, de l’économie, du droit, des études culturelles, des sciences techniques, des sciences naturelles et de la médecine. En 2024, elle accueille 24 000 étudiants.

## Galerie

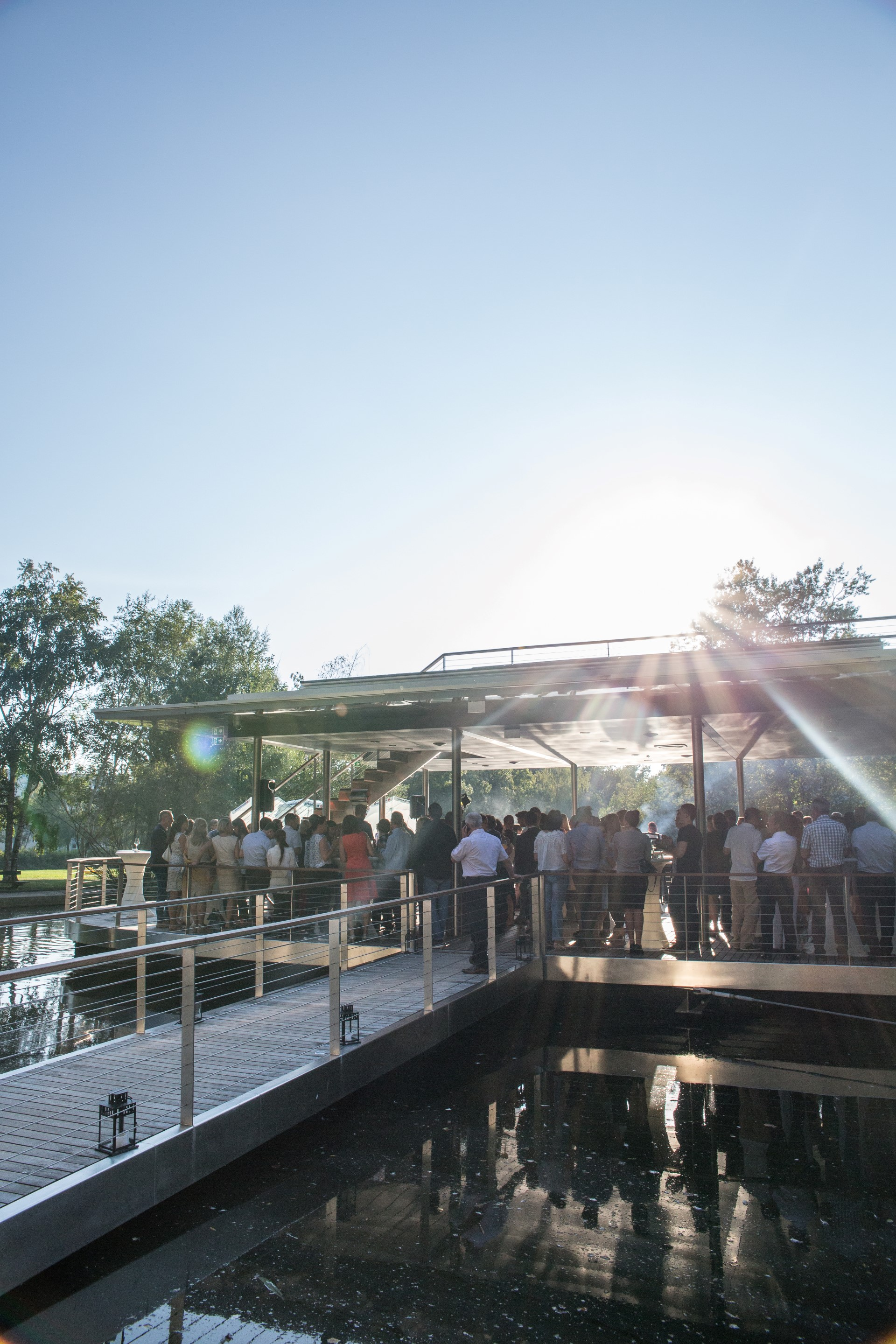
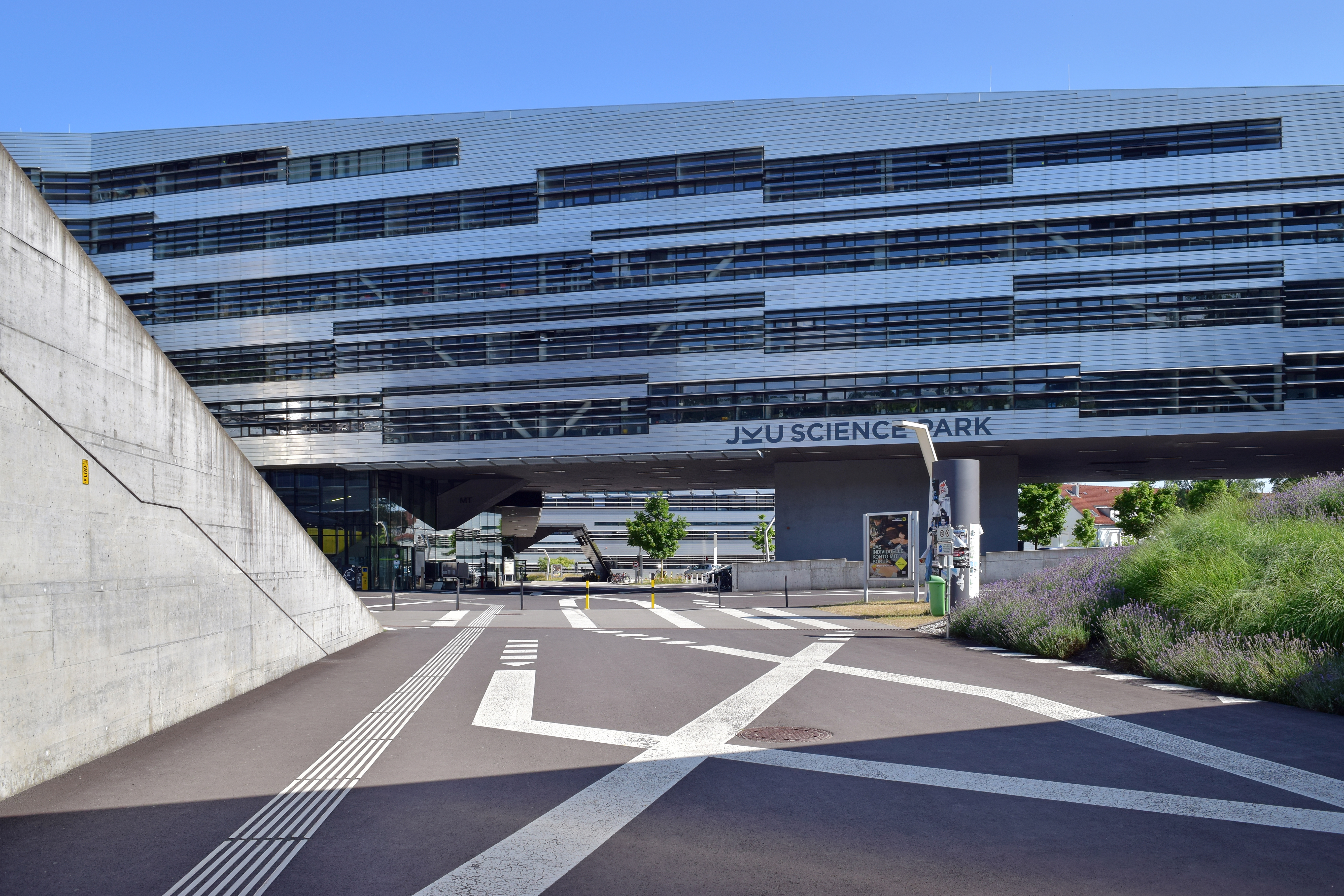